# 肽聚糖识别蛋白
肽聚糖识别蛋白（英語：Peptidoglycan recognition proteins，PGRPs）是一类高度保守的模式识别受体，至少含有一个肽聚糖识别结构域，可识别细菌细胞壁的肽聚糖，在昆虫、软体动物、棘皮动物和脊索动物中都有存在。不同生物类群的PGRPs起的效应不同，在昆虫中，PGRPs激活Toll等多个通路来启动吞噬作用杀死细菌。在哺乳动物中，PGRPs通过与细菌细胞壁的肽聚糖相互作用来杀死细菌。